# フェロニア (小惑星)
フェロニア (72 Feronia) は、小惑星帯に位置するやや大きいが暗い小惑星の一つ。1861年5月29日にアメリカ合衆国の天文学者、クリスチャン・H・F・ピーターズ (Christian Heinrich Friedrich Peters) によりニューヨーク州クリントン郡で発見された。これはピーターズが発見した最初の小惑星である。ローマ神話の豊穣の女神フェロニアにちなみ命名された。
2007年1月に宮城県で掩蔽が観測された。